# ASC Garges Djibson futsal
Maillots
Actualités
L'ASC Garges Djibson futsal est un club français de futsal basé à Garges-lès-Gonesse dans le Val-d'Oise.
L'ASC gargeoise Djibson futsal prend la continuité des clubs fusionnés en championnat de France de futsal. Il améliore progressivement ses performances jusqu'au milieu des années 2010, où il devient un des meilleurs clubs français. Double finaliste de la Coupe de France en 2015 puis 2016, perdant aussi en finale de Division 1 2015-2016, Garges Djibson ouvre son palmarès l'année suivante en étant sacré champion de France pour la première fois au terme de la saison 2016-2017.
Le GD futsal dispute ses matchs à domicile au gymnase Allende Neruda, et y évolue en rouge et blanc. Le club est présidé par Moussa Nianghane depuis sa création. Pour la saison 2022-2023, l'équipe première évolue en Division 2.

## Histoire

### Genèse (2001-2008)
En 2001, le club portant le nom du quartier de Garges-lès-Gonesse, la Muette, est fondé. Le club est ensuite renommé Association Garges futsal et remporte la Coupe du Val d’Oise de futsal en 2007 puis celle de Paris en 2008.
En 2003, un animateur de Garges-lès-Gonesses nommé Djibi décide de créer un club de futsal pour les jeunes d'un quartier, avec notamment Moussa Nianghane et Jean-Patrice Mendy. L'ASL Djibson naît. Dès sa première saison 2003-2004, l'équipe est demi-finaliste de la Coupe de France, remporte sa poule de championnat et accède au Championnat Série 1 d’Île-de-France. En février 2005, l'équipe est co-leader du championnat de première série, plus haut niveau des compétitions gérées par la Ligue de Paris Île-de-France. Au terme de l'exercice 2007-2008, Djibson est vainqueur de la Coupe du Val d’ Oise de futsal et demi-finaliste de celle de Paris.

### Fusion et montée en puissance (2008-2015)
À l'été 2008, l'Association gargeoise de futsal fusionne avec l'ASL Djibson, toutes deux pensionnaires du Championnat Série 1 d’Ile-de-France, pour donner l'ASC Garges Djibson futsal, nommé L'Union dans un premier temps. Cette démarche a pour but de représenter la ville de Garges-lès-Gonesse, et à terme le département du Val d’Oise, au plus haut niveau.
Pour la première saison 2008-2009, l'Union joue le haut de tableau du championnat régional et vise le titre de champion du Challenge national. 
Au titre de la saison 2009-2010, Garges Djibson Futsal intègre le premier Championnat de France de futsal, au sein de la Fédération française de football. Il termine à la deuxième place du groupe A et s'incline en demi-finale de phase finale contre le premier de l'autre poule, le Kremlin-Bicêtre United (6-4).
En 2010-2011, Garges chute à la huitième place, à quatorze points du deuxième et seulement trois de la relégation en championnat régional.
Sur la saison 2011-2012, l'équipe se reprend est arrive sur le podium alors qu'il n'y a plus qu'une finale entre les deux premiers de chaque poule, à 24 points devant Garges.
Pour l'exercice 2012-2013, le Garges Djibsion futsal termine cinquième de la poule A, à seulement deux points de la septième place, première relégable à cause du passage en poule unique et de la création d'une Division 2.
La saison 2013-2014 est moins réussie avec une huitième place finale de la poule de Division 1 à treize clubs.

### Club majeur de France (depuis 2014)
Lors de la saison 2014-2015, Garges Djibson perd en finale de la Coupe de France contre le Sporting Paris (2-1), qui remporte une cinquième fois le trophée en six ans.
Durant l'exercice 2015-2016, l'équipe est à finaliste de la Coupe nationale pour la deuxième fois consécutive. D'abord défaite par le Sporting Paris en demi-finale (7-3), Garges porte réserve sur la qualification de trois joueurs adverses. Djibson obtient gain de cause et est qualifié pour la finale contre le Kremlin-Bicêtre United qu'il perd (4-3).
Au terme de la saison 2016-2017, Garges Djibson est champion de France. Première de la phase régulière, l'équipe élimine FC béthunois en demi-finale (6-4). En finale, elle l'emporte de peu face au double tenant du titre KB United (5-4), avec un triplé de Landry N'Gala, et se qualifie pour la première fois en Coupe d'Europe.
Lors de la Coupe de l'UEFA 2017-2018, Garges Djibson commence la compétition au tour principal joué en Croatie. L'équipe termine dernière de son groupe avec deux défaites et un match nul. Dans l’effectif, le club compte sept internationaux français dont trois (Landry N'Gala, Mickael de Sa Andrade et Samba Kebe) participent à l’Euro 2018 en Slovénie. En Division 1, Djibson termine troisième de la phase régulière et se qualifie pour les play-offs. Contre le second, Toulon EF, Garges s'incline après prolongation (7-5 a. p.). Alors qu'il bat le FS Monts d'Or (4-1) en demi-finale de Coupe de France, Garges est sanctionné et ne dispute pas la finale au profit de son adversaire[pourquoi ?].
Lors de la saison 2018-2019, les Rouge et Blanc dirigés par le nouvel entraîneur champion du monde et d'Europe Sérgio Benatti et emmenés par leurs deux internationaux, Landry N’Gala et Samba Kébé, ou encore de les cadres, Parfait Mendy et Morisson Owusu, terminent septième en championnat mais se hisse en finale de la Coupe de France contre le Sporting Paris, perdue 7-1.
L'exercice 2019-2020 est tronquée par la pandémie de Covid-19. Garges est alors sixième en championnat et éliminé en 32e de finale de la Coupe de France. Par la force des choses, Il s'agit de la première saison sans finale de Coupe nationale ou phase finale de championnat depuis 2013-2014.

## Structure du club

### Statut du club et des joueurs
Le Garges Djibson ASC est affilié à la Fédération française de football, qui régit le futsal en France, sous le numéro 553776. Le club réfère à ses antennes délocalisées : la Ligue régionale de Paris Île-de-France et le District départemental du Val-d'Oise.
Les joueurs ont soit un statut bénévole, amateur ou de semi-professionnel sous contrat fédéral.

### Historique des noms et couleurs
En 2001, le club portant le nom du quartier de Garges-lès-Gonesse, la Muette, est fondé. Ce club devient plus tard l'Association Garges Futsal.
En 2003, un animateur de la ville nommé Djibi décide de créer un club de futsal pour les jeunes d'un quartier, avec notamment Moussa Nianghane et Jean-Patrice Mendy. Au Sénégal, les personnes prénommées Djibi sont surnommés Djibson. C'est comme ça qu'est née l'Association sportive Lamartine Djibson,. Cet initiateur et dirigeant historique décède deux ans après la création du club.
À l'été 2008, l'Association Garges futsal fusionne avec l'ASL Djibson, associations respectives des quartiers de la Muette et de Lamartine de Garges-lès-Gonesse, pour donner l'ASC Garges Djibson futsal. Le club est nommé ASC Union gargeoise dans un premier temps.
| La Muette Association gargeoise futsal (2001-2008) | La Muette Association gargeoise futsal (2001-2008) | La Muette Association gargeoise futsal (2001-2008) | La Muette Association gargeoise futsal (2001-2008) | La Muette Association gargeoise futsal (2001-2008)                      | La Muette Association gargeoise futsal (2001-2008) |  |  | ASL Djibson (2003-2008) | ASL Djibson (2003-2008) | ASL Djibson (2003-2008) | ASL Djibson (2003-2008) | ASL Djibson (2003-2008) | ASL Djibson (2003-2008) |  |  |  |  |  |  |  |  |  |  |  |  |
| La Muette Association gargeoise futsal (2001-2008) | La Muette Association gargeoise futsal (2001-2008) | La Muette Association gargeoise futsal (2001-2008) | La Muette Association gargeoise futsal (2001-2008) | La Muette Association gargeoise futsal (2001-2008)                      | La Muette Association gargeoise futsal (2001-2008) |  |  | ASL Djibson (2003-2008) | ASL Djibson (2003-2008) | ASL Djibson (2003-2008) | ASL Djibson (2003-2008) | ASL Djibson (2003-2008) | ASL Djibson (2003-2008) |  |  |  |  |  |  |  |  |  |  |  |  |
|                                                    |                                                    |                                                    |                                                    |                                                                         |                                                    |  |  |                         |                         |                         |                         |                         |                         |  |  |  |  |  |  |  |  |  |  |  |  |
|                                                    |                                                    |                                                    |                                                    | ASC Union gargeoise (2008-2010) ASC Garges Djibson futsal (depuis 2010) |                                                    |  |  |                         |                         |                         |                         |                         |                         |  |  |  |  |  |  |  |  |  |  |  |  |

Ancien logo
Logo actuel

### Salles
Le club est résident du gymnase Allende-Neruda de Garges-lès-Gonesse depuis ses débuts. Le complexe sportif est le plus attractif de la ville, avec sa patinoire, son gymnase, sa salle de musculation et de judo.

## Résultats sportifs

### Titres et trophées
Le club joue deux finales de Coupe de France (2015 et 2016) avant de devenir champion de France puis participer à la Coupe de l'UEFA en 2017. 
- Championnat de France (1)
  - Champion : 2017
  - Vice-champion : 2016

- Coupe de France
  - Finaliste : 2015, 2016 et 2019

### Bilan par saison
| Saison    | Championnat               | Championnat | Championnat | Championnat | Championnat | Championnat | Championnat | Championnat | Championnat | Championnat | Championnat  | Coupe de France         | Coupe d'Europe | Entraîneur              |
| Saison    | Division                  | Class.      | Pts         | M           | V           | N           | D           | Bp          | Bc          | Diff.       | Phase finale | Coupe de France         | Coupe d'Europe | Entraîneur              |
| --------- | ------------------------- | ----------- | ----------- | ----------- | ----------- | ----------- | ----------- | ----------- | ----------- | ----------- | ------------ | ----------------------- | -------------- | ----------------------- |
| 2007-2008 | Challenge national grp. B | 5e/9        | 20 pts      | 8           | 4           | 0           | 4           | 41          | 40          | +1          | -            | ?                       | -              |                         |
| 2008-2009 | Challenge national grp. A | 1er/7       | 21 pts      | 6           | 5           | 0           | 1           | 46          | 24          | +22         | -            | Demi-finales nationales | -              |                         |
| 2009-2010 | Champ. de France grp. A   | 2e/12       | 70 pts      | 22          | 17          | 0           | 5           | 127         | 91          | +36         | Demi-finale  | ?                       | -              |                         |
| 2010-2011 | Champ. de France grp. A   | 8e/11       | 44 pts      | 20          | 6           | 6           | 8           | 76          | 79          | -3          | -            | ?                       | -              |                         |
| 2011-2012 | Champ. de France grp. A   | 3e/12       | 62 pts      | 22          | 12          | 5           | 5           | 110         | 93          | +17         | -            | ?                       | -              | Cyrille Gaudin          |
| 2012-2013 | Champ. de France grp. A   | 5e/12       | 54 pts      | 20          | 11          | 2           | 7           | 105         | 91          | +14         | -            | ?                       | -              | Cyrille Gaudin          |
| 2013-2014 | Division 1                | 8e/13       | 50 pts      | 24          | 8           | 2           | 14          | 108         | 130         | -22         | -            | Quart-de-finale         | -              | Cyrille Gaudin          |
| 2014-2015 | Division 1                | 6e/11       | 43 pts      | 20          | 7           | 2           | 11          | 104         | 104         | 0           | -            | Finaliste               | -              | Cyrille Gaudin          |
| 2015-2016 | Division 1                | 3e/12       | 72 pts      | 22          | 16          | 2           | 4           | 138         | 96          | +42         | Finaliste    | Finaliste               | -              | Gaudin puis Benamrouche |
| 2016-2017 | Division 1                | 1er/11      | 50 pts      | 20          | 16          | 2           | 2           | 138         | 77          | +61         | Champion     | 32e de finale           | -              | Nordine Benamrouche     |
| 2017-2018 | Division 1                | 3e/13       | 50 pts      | 24          | 16          | 2           | 6           | 112         | 70          | +42         | Demi-finale  | Demi-finale             | Tour principal | Nordine Benamrouche     |
| 2018-2019 | Division 1                | 7e/12       | 29 pts      | 22          | 8           | 5           | 9           | 74          | 62          | +12         | -            | Finaliste               | -              | Sérgio Benatti          |
| 2019-2020 | Division 1                | 6e/12       | 20-1 pts    | 15          | 6           | 3           | 6           | 53          | 47          | +6          | -            | 32e de finale           | -              | Nordine Benamrouche     |
| 2020-2021 | Division 1                | 7e/12       | 28 pts      | 22          | 8           | 4           | 10          | 77          | 86          | -9          | -            | non jouée               | -              | Nordine Benamrouche     |
| 2021-2022 | Division 2 - grp. A       | 2e/10       | 38 pts      | 18          | 12          | 2           | 4           | 114         | 66          | +48         | -            | 16e de finale           | -              | ?                       |

## Personnalités

### Dirigeants
En février 2005, Prince Sékyère est président et joueur de Djibson.
Initiateur du Djibson futsal en 2003, Moussa Nianghane en devient ensuite président. Ce cadre de santé reste en poste à la suite de la fusion et de la création du Garges Djibson en 2008. Les dirigeants du bureau directeur et du comité d’administration sont encore les mêmes en 2020.
Après avoir créé le club de La Muette en 2001, Tony Esteves est entraineur, trésorier puis manager du club. Début 2018, il s'occupe de l’école de foot, au niveau des trois équipes féminines, de la relation avec l’équipe de France et des trois gargeois appelés, des relations publiques et fait le relationnel avec la mairie de Garges et avec le District.
En 2020, il fait appel à Frédéric Thiriez, ex-président de la Ligue de football professionnel, pour aider le club à se structurer,.
Pour la saison 2020-2021, Jean-Patrice Mendy est le directeur technique du club.

### Entraîneurs
En février 2005, Jean-Patrice Mendy et Yaya Sanogo dirigent l'entraînement de l'ASL Djibson.
À la suite de la fusion en 2008, Jean-Patrice Mendy, frère des joueurs Parfait et Daniel, entraîne les seniors.
Entre 2011 et février 2016, Cyrille Gaudin est entraîneur du Garges Djibson avec Jean-Patrice Mendy,,. Après deux saisons en Championnat de France où l'équipe termine loin de la première place qualificative pour la finale, les résultats sont en baisse lors de la mise en place de la poule unique de première division. Le groupe de Gaudin réalise le premier fait d'arme du club et la finale de Coupe de France 2014-2015 perdue. Lors de la saison 2015-2016, il quitte son poste en février 2016 et rejoint le club de Compiègne qu'il échoue à faire monter de R1 en D2. Au terme de l'exercice 2015-2016, Cyrille Gaudin est nommé pour le trophée de meilleur d'entraîneur de la saison de D1 en tant qu'ex-entraîneur de Garges Djibson.
Nordine Benamrouche s'engage avec Garges Djibson ASC pour la saison 2016-2017. Dès la première année, l'équipe est championne de France, premier titre du club. En octobre 2017, le groupe dispute la Coupe de l'UEFA mais Garges ne parvient pas à sortir de sa poule. Au terme de cette saison 2017-2018 qui prend fin en demi-finale de D1, Benamrouche décide de quitter le club, à cause des aller-retours depuis Wattrelos (Nord) où il vit et travaille comme coordinateur de la structure jeunesse. Son prédécesseur, Cyrille Gaudin, est son adjoint lors de la seconde saison, avant de repartir aussi à l'été 2018 à Compiègne, promu en D2.
Le club recrute alors l'entraîneur brésilien Sérgio Benatti, champion d'Europe des clubs 2005 avec Charleroi et vainqueur du Championnat du monde 1989 comme joueur. Septième de Division 1, l'équipe se hisse en finale de la Coupe de France, perdue 7-1.
À l'été 2019, Nordine Benamrouche fait son retour sur le banc gargeois, un an après l'avoir laissé. Tout comme Cyrille Gaudin, en tant qu'adjoint, qui fait son second retour. En 2020-2021, Garges Djibson est entraîné par Nordine Benamrouche et Cyrille Gaudin.
| Période     | Nom                 | Titres                                                                       |
| ----------- | ------------------- | ---------------------------------------------------------------------------- |
| 2008 - 2011 | Jean-Patrice Mendy  | ?                                                                            |
| 2011 - 2016 | Cyrille Gaudin      | Finaliste Championnat de France 2015-2016 Finaliste de la Coupe de France x2 |
| 2016 - 2018 | Nordine Benamrouche | Championnat de France x1                                                     |
| 2018 - 2019 | Sérgio Benatti      | Finaliste de la Coupe de France                                              |
| 2019 - 2021 | Nordine Benamrouche |                                                                              |

### Joueurs notables
| Nom                   | Période au club      |
| --------------------- | -------------------- |
| Parfait Mendy         | depuis 2003          |
| Samba Kebe            | depuis 2009          |
| Wissam Ben Yedder     | 2003-2009            |
| Landry N'Gala         | 2011-14 puis 2016-20 |
| Francis Lokoka        | 2016-19, depuis 2020 |
| Tarek Zoubir          | 20??-17, depuis 2019 |
| Michael de Sá Andrade | 2016-18 puis 19-20   |
| Souheil Mouhoudine    | 2015-2017            |
| Mustapha Otmani       | 2014-2015            |
| Djamel Haroun         | 2019-2020            |

En février 2005, la plupart des joueurs de l'effectif évoluent aussi en football traditionnel au niveau régional dont déjà Parfait Mendy. À la suite de la fusion en 2008, sept des quinze joueurs qui composent l'équipe première évoluent également en football. 

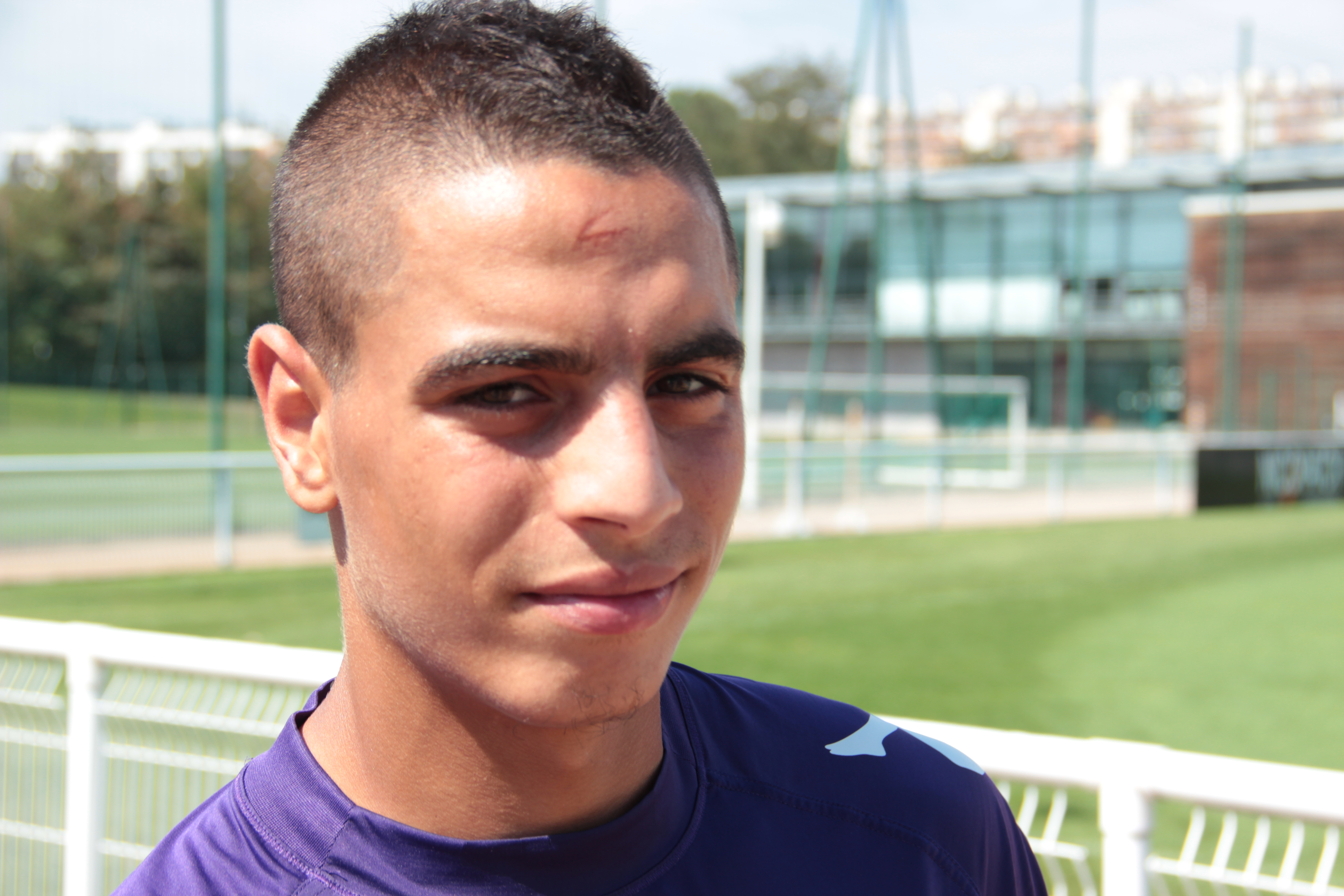
Wissam Ben Yedder en 2012.

Jusqu’en 2009, le club compte dans ses rangs Wissam Ben Yedder est le premier joueur de l'histoire sélectionné en équipe de France de futsal puis de football. Il joue six matchs et marque un but avec l'équipe de France de futsal. À treize ans, Wissam décide de jouer également au futsal. Il jongle chaque week-end entre les matchs de football avec le FCM Garges et ceux de futsal avec le Garges Lamartine, puis Garges Djibson. Durant les années 2000, Garges voit éclore Wissam Ben Yedder au futsal, avant qu'il ne devienne footballeur professionnel. Il évolue notamment à l'ASL Djibson en 2007-2008, puis à l'ASC Union gargeoise en 2009-2010.
Samba Kebe arrive juste après le départ de Ben Yedder et devient un pilier de l’équipe puis capitaine, aux côtés de Parfait Mendy et de Daniel Mendy. 
À 18 ans, Landry N'Gala débarque à Garges Djibson où son talent en salle se confirme. Durant trois ans il aide l'équipe à terminer dans les meilleures de France sous les ordres de Cyrille Gaudin. Après une parenthèse de deux saisons au Sporting Club de Paris, N'Gala revient au club et est sacré champion de France. En finale, l'équipe l'emporte de peu face au Kremlin-Bicêtre United (5-4) et se qualifie pour la première fois en Coupe d'Europe. Auteur d’un triplé, dont deux buts sur coup franc, Landry N'Gala joue un rôle prépondérant lors de la rencontre. Début 2018, à 24 ans, Landry est élu dixième meilleur joueur de futsal du monde par la FIFA. En 2020, après un cumul de sept saisons au club, N'Gala part jouer à l'ACCS et ses stars internationales. 
En recherche de temps de jeu, le gardien Francis Lokoka arrive à Garges Djibson en 2016 et est champion de France dès la première saison. Il est ensuite finaliste de la Coupe de France 2018-2019. Saison au terme de laquelle, il est élu troisième meilleur gardien du Championnat de France et devient international français. Après un an Kremlin-Bicêtre futsal, Lokoka retourne à Garges-Djibson à l'été 2020 et remplace le gardien emblématique de l'équipe de France Djamel Haroun, qui passe une saison au club. 
Durant l'été 2020, Garges Djibson perd quatre internationaux français Landry N'Gala, Djamel Haroun et Michael de Sá Andrade mais voit le retour du gardien international Francis Lokoka. 
En août 2020, le capitaine Samba Kebe déclare « Notre force est d’avoir constitué une équipe 100 % française, combative, solidaire, complice sur et en dehors du terrain. On ne lâche jamais rien ; c’est inscrit dans nos gènes ».

### Effectif 2020-2021
Pour la saison 2020-2021, Garges Djibson voit les départs de Haroun, Alla, de Sá Andrade, vers des clubs concurrents. 
L'équipe observe par ailleurs les retours de Francis Lokoka (gardien de l’équipe de France) et de Thomas Berbak (joueur phare du Torcy Futsal), ainsi que les arrivées des défenseurs Yassine Kerroum, Maxime Bourhis et Maxime Rabia. Trois membres de l’équipe de France U21, Hugo Lambert, Faysal Jallouli et Ouassini Guirio (meilleur espoir de D1 2020), font aussi partie de l'effectif.

## Autres équipes

### Équipes réserves
En 2017-2018, Garges Djibson possède deux équipes réserves en DH régional et district départemental.

### Section féminine
La section féminine est fondée en 2012 et remporte le Challenge féminin du Val d'Oise. Sans compétition de futsal pour les femmes même au niveau régional, le club peinent à les fidéliser.